# Адам Матисек
Адам Матисек (пол. Adam Matysek, нар. 19 липня 1968, Пекари-Шльонські) — польський футболіст, що грав на позиції воротаря.
Виступав, зокрема, за клуб «Баєр 04», а також національну збірну Польщі.

## Клубна кар'єра
Народився 19 липня 1968 року в місті Пекари-Шльонські. Вихованець футбольних команд з міста Валбжих «Гурник» та «Заглембе».
У вищому польському дивізіоні дебютував 1989 року виступами за «Шльонськ», в якому провів чотири сезони, взявши участь у 110 матчах чемпіонату.
Влітку 1993 року, після вильоту його команди до другого дивізіону, Матисек відправився до Німеччини, де грав у Другій Бундеслізі за клуби «Фортуна» (Кельн) та «Гютерсло 2000». Там він став одним з найкращих воротарів і 1998 року був запрошений у клуб вищого німецького дивізіону «Баєр 04». Тут Адам відразу витіснив з основи багаторічного воротаря Дірка Гейнена і відіграв у першому сезоні 1998/99 всі матчі у чемпіонаті та став віце-чемпіоном Німеччини. У другому сезоні після невдалих ігор в Лізі чемпіонів проти «Лаціо» і київського «Динамо», на нетривалий час місце у воротах зайняв австралієць Френк Юріч, але Матисек повернувся собі перший номер і знову з командою став віце-чемпіоном. Лише по ходу третього сезону 2000/01 Адам отримав травму і програв конкуренцію швейцарцю Паскалю Цубербюлеру. По завершенні сезону Матисек повернувся до Польщі, зігравши 118 матів у 2 Бундеслізі та 78 у Бундеслізі.
Протягом 2001—2002 років захищав кольори команди клубу «Заглембе» (Любін), після чого того ж року завершив професійну ігрову кар'єру у клубі РКС (Радомсько). В цілому, він зіграв 136 ігор у вищому дивізіоні Польщі.

## Виступи за збірну
3 грудня 1991 року дебютував в офіційних матчах у складі національної збірної Польщі у грі проти Єгипту. Наприкінці ХХ століття він був головним воротарем польської збірної. У березні 2001 року у відбірковому матчі на чемпіонат світу з Норвегією в Осло він став одним з героїв і допоміг команді перемогти 3:2. Проте на 65-й хвилині матчу воротар зазнав травми плеча, що вплинуло на його подальшу кар'єру. Повернувшись до гри, він не повернувся до своєї колишньої форми і відтоді зіграв лише у двох іграх за збірну.
У складі збірної був учасником чемпіонату світу 2002 року в Японії і Південній Кореї, але на поле не виходив, поступившись місцем у воротах більш молодому Єжи Дудеку. Протягом кар'єри у національній команді, яка тривала 12 років, провів у формі головної команди країни 34 матчі, пропустивши 25 голів.

## Тренерська кар'єра
З 1 липня 2005 по липень 2014 року Адам Матисек працював тренером воротарів у німецькому клубі «Нюрнберг», доки він не розірвав контракт з особистих причин.
З листопада 2016 року він є спортивним директором клубу «Шльонськ».

## Приватне життя
У нього є дружина Ельжбета та дві дочки: Александра та Наталія.